# Campionato mondiale universitario di football americano 2014
Il campionato mondiale universitario di football americano 2014, prima edizione di tale competizione (World University Championship), si è tenuto a Uppsala, in Svezia, dal 2 all'11 maggio 2014 ed è stato vinto dal Messico.

## Stadi
Distribuzione degli stadi del campionato mondiale universitario di football americano 2014
| Uppsala        | Österängens IP (Uppsala) |
| -------------- | ------------------------ |
| Österängens IP | Österängens IP (Uppsala) |
|                | Österängens IP (Uppsala) |
| Capacità:      | Österängens IP (Uppsala) |
| Altitudine:    | Österängens IP (Uppsala) |
|                | Österängens IP (Uppsala) |

## Partecipanti
- Messico
- Giappone
- Finlandia
- Cina
- Svezia

## Risultati
Nelle tabelle: P.ti = Punti; % = Percentuale di vittorie; G = Incontri giocati; V = Vittorie; S = Sconfitte; PF = Punti fatti; PS = Punti subiti; DP = Differenza punti.
| Arbitri: | B. Lindstrom T. Stenstrom S. Rahm M. Magnusson B. Svensson M. Matos R. Montesino |

| |            |                   |
| H. Routila 2':51" Q1 (TD) 8yd run M. Raski 11':08" Q1 (TD) 24yd run M. Raski 5':39" Q2 (TD) 2yd run H. Routila 11':23" Q2 (TD) 4yd run M. Airaksinen 0':58" Q3 (TD) 30yd fumble recovery S. Berndtsson Q3 (pat) M. Raski 9':10" Q3 (TD) 4yd run S. Berndtsson Q3 (pat) A. Wilson Q2 (tpc) pass from Grisafe Team 10':53" Q3 (saf) rush for loss on 0yd M. Hakli 12':00" Q4 (TD) 11yd pass from S. Berndtsson S. Berndtsson Q4 (pat) | Marcatori  |                   |
| Tero Virtanen | Allenatori | Byron Chamberlain |

| Arbitri: | H. Von Sydow T. Stenstrom R. Montesino B. Svensson B. Simonsson K. Axell M. Dalsgard |

|              |            | |
|              | Marcatori  | N. Contla Parra Q1 (TD) 13yd pass from A. Garcia Blanca F. Ruvalcaba Tor Q1 (pat) N. Contla Parra Q1 (TD) 4yd pass from A. Garcia Blanca F. Ruvalcaba Tor Q1 (pat) J. Lopez Santana Q1 (TD) 24yd pass from A. Garcia Blanca F. Ruvalcaba Tor Q1 (pat) A. Lopez Silva Q2 (TD) 12yd run J. Lopez Santana Q2 (TD) 2yd run F. Ruvalcaba Tor Q2 (pat) A. Lopez Silva 4':19" Q3 (TD) 33yd pass from J. Fernandez Sav F. Ruvalcaba Tor Q3 (pat) A. Lopez Silva 6':43" Q3 (TD) 5yd run F. Ruvalcaba Tor Q3 (pat) S. Ezcobar Andra 1':48" Q4 (TD) 2yd run F. Ruvalcaba Tor Q4 (pat) J. Fernandez Sav 4':40" Q4 (TD) 31yd run F. Ruvalcaba Tor Q4 (pat) |
| Leo Billgren | Allenatori | Horacio Garcia Ponte |

| Arbitri: | P. Simonsson S. Rahm T. Stenstrom M. Tillgren B. Svensson R. Montesino M. Dalsgard |

|               |            | |
|               | Marcatori  | T. Shin 2':14" Q1 (TD) 36yd run S. Shintaro Q1 (pat) I. Shu 6':14" Q1 (TD) 5yd run S. Shintaro Q1 (pat) I. Shu 7':28" Q1 (TD) 60yd run S. Shintaro Q1 (pat) O. Tomoya 10':49" Q1 (TD) 1yd run T. Kazuki Q1 (pat) S. Keita 0':16" Q2 (TD) 15yd pass from K. Kyogo T. Kazuki Q2 (pat) K. Muneyuki 4':00" Q2 (TD) 29yd pass from K. Kyogo S. Shintaro Q2 (pat) I. Shu 5':49" Q2 (TD) 14yd run S. Shintaro Q2 (pat) T. Kazuki 9':25" Q2 (TD) 19yd run S. Shintaro Q2 (pat) I. Shu 1':21" Q3 (TD) 65yd run S. Shintaro Q3 (pat) N. Aruto 12':00" Q3 (TD) 40yd pass from A. Yuichiro S. Shintaro Q3 (pat) N. Aruto Q4 (TD) 20yd pass from A. Yuichiro S. Shintaro Q4 (pat) S. Keita Q4 (TD) 26yd pass from A. Yuchiro S. Shintaro Q4 (pat) |
| Tero Virtanen | Allenatori | Hajime Ichinose |

| Arbitri: | B. Lindstrom S. Rahm T. Stenstrom M. Tillgren B. Svensson R. Montesino M. Dalsgard |

| |            |                   |
| J. Palmborg 0':26" Q1 (TD) 55yd pass from F. Soderberg A. Ullenius Q1 (pat) H. Hellemark 2':19" Q1 (TD) 2yd run A. Ullenius Q1 (pat) H. Hellemark 6':46" Q1 (TD) 6yd run A. Ullenius Q1 (pat) J. Wahlgren 8':13" Q1 (TD) 15yd pass from F. Soderberg H. Hellemark 0':06" Q2 (TD) 4yd pass from F. Soderberg A. Ullenius Q2 (pat) J. Palmborg 9':59" Q2 (TD) 38yd pass from F. Soderberg A. Ullenius Q2 (pat) | Marcatori  |                   |
| Leo Billgren | Allenatori | Byron Chamberlain |

| Arbitri: | R. Montesino V. Unden M. Magnusson J. Blomberg J. Dahlin T. Hjalmarsson M. Dalsgard |

| |            |               |
| A. Lopez Silva 5':33" Q1 (TD) 4yd run F. Ruvalcaba Tor Q1 (pat) P. Magallanes Al 9':20" Q1 (TD) 23yd pass from A. Garcia Blanca F. Ruvalcaba Tor Q1 (pat) G. Elizondo Gonzales 0':08" Q2 (TD) 23yd pass from A. Garcia Blanca F. Ruvalcaba Tor Q2 (pat) S. Sierra 3':18" Q2 (TD) 12yd run R. Cervantes Cha 9':39" Q2 (TD) 40yd pass from J. Fernandez Sav F. Ruvalcaba Tor Q2 (pat) G. Ramos Pastran 4':31" Q3 (TD) 21yd run F. Ruvalcaba Tor Q3 (pat) P. Magallanes Al 11':57" Q3 (TD) 5yd pass from G. Ramos Pastran J. Barrios Ortega 6':27" Q4 (TD) 6yd pass from G. Ramos Pastran | Marcatori  |               |
| Horacio Garcia Ponte | Allenatori | Tero Virtanen |

| Arbitri: | R. Montesino V. Unden M. Magnusson J. Blomberg J. Dahlin T. Hjalmarsson M. Dalsgard |

|                   |            | |
|                   | Marcatori  | S. Keita 0':14" Q1 (TD) 75yd kickoff return A. Nanami Q1 (pat) T. Ryo 2':00" Q1 (TD) 42yd punt return A. Nanami Q1 (pat) G. Kevin 3':08" Q1 (TD) 14yd fumble recovery A. Nanami Q1 (pat) T. Ryo 10':40" Q1 (TD) 31yd run A. Nanami Q1 (pat) Team 1':50" Q2 (saf) I. Yoshimasa 3':10" Q2 (TD) 8yd run A. Nanami Q2 (pat) A. Nanami 9':13" Q3 (FG) U. Shun 3':15" Q4 (TD) 8yd run A. Nanami Q4 (pat) A. Hayato 8':27" Q4 (TD) 40yd run A. Nanami Q4 (pat) |
| Byron Chamberlain | Allenatori | Hajime Ichinose |

| Arbitri: | H. Von Sydow T. Stenstrom R. Montesino M. Magnusson B. Lindstrom J. Blomberg M. Dalsgard |

| |            |              |
| A. Nanami 2':31" Q1 (FG) T. Ryo 5':12" Q1 (TD) 35yd run N. Atsushi 8':50" Q1 (TD) 4yd pass from Is. Takuya M. Yuji Q1 (tpc) pass from Is. Takuya U. Shun 11':55" Q1 (TD) 68yd run A. Nanami Q1 (pat) O. Ryosuke 1':12" Q2 (TD) 10yd run M. Shingo 2':29" Q2 (TD) 43yd pass from A. Yuichiro M. Shingo Q2 (pat) K. Muneyuiki 8':47" Q2 (TD) 44yd pass from K. Kyogo K. Kyogo Q2 (tpc) rush O. Ryosuke 2':10" Q4 (TD) 5yd run S. Keita 12':00" Q4 (TD) 4yd pass from A. Yuichiro | Marcatori  |              |
| Hajime Ichinose | Allenatori | Leo Billgren |

| Arbitri: | B. Lindstrom K. Hell R. Montesino T. Stenstrom M. Matos M. Dalsgard T. Hjalmarsson |

| |            |                   |
| J. Barrios Ortega 4':59" Q1 (TD) 73yd punt return F. Ruvalcaba Tor Q1 (pat) N. Contla Parra 6':03" Q1 (TD) 44yd punt return F. Ruvalcaba Tor Q1 (pat) A. Lopez Silva 7':27" Q1 (TD) 11yd run G. Elizondo Gonzales 8':36" Q1 (TD) 15yd pass from A. Garcia Blanca F. Ruvalcaba Tor Q1 (pat) P. Magallanes Al 7':11" Q2 (TD) 55yd pass from A. Garcia Blanca F. Ruvalcaba Tor Q2 (pat) A. Lopez Silva 2':49" Q3 (TD) 28yd run F. Ruvalcaba Tor Q3 (pat) A. Schiavon Fern 12':00" Q3 (TD) 56yd interception return F. Ruvalcaba Tor Q3 (pat) P. Magallanes Al 7':00" Q4 (TD) 4yd pass from J. Fernandez Sav. F. Ruvalcaba Tor Q4 (pat) | Marcatori  |                   |
| Horacio Garcia Ponte | Allenatori | Byron Chamberlain |

| Arbitri: | H. Von Sydow K. Hell R. Montesino J. Blomberg M. Matos B. Svensson M. Dalsgard |

|                                   |            | |
| H. Routila 3':49" Q2 (TD) 1yd run | Marcatori  | J. Wahlgren 11':13" Q1 (TD) 47yd pass from F. Soderberg A. Ullenius Q1 (pat) F. Soderberg 8':18" Q2 (TD) 2yd run A. Ullenius Q2 (pat) V. Toresson 4':14" Q3 (TD) 2yd run A. Ullenius Q3 (pat) V. Toresson 7':46" Q3 (TD) 7yd pass from F. Soderberg A. Ullenius Q3 (pat) |
| Tero Virtanen                     | Allenatori | Leo Billgren |

| Arbitri: | R. Montesino K. Hell H. Von Sydow M. Dalsgard B. Svensson Kare Axell M. Matos |

|                                   |            | |
| T. Tatsuya 5':48" Q3 (TD) 2yd run | Marcatori  | A. Lopez Silva 3':37" Q2 (TD) 10yd run F. Ruvalcaba Tor Q2 (pat) A. Lopez Silva 10':30" Q4 (TD) 3yd run F. Ruvalcaba Tor Q4 (pat) |
| Hajime Ichinose                   | Allenatori | Horacio Garcia Ponte |

## Classifica
| Squadra   | %     | G | V | S | PF  | PS  | DP   |
| --------- | ----- | - | - | - | --- | --- | ---- |
| Messico   | 1.000 | 4 | 4 | 0 | 174 | 6   | +168 |
| Giappone  | .750  | 4 | 3 | 1 | 202 | 14  | +188 |
| Svezia    | .500  | 4 | 2 | 2 | 69  | 125 | -56  |
| Finlandia | .250  | 4 | 1 | 3 | 53  | 165 | -112 |
| Cina      | .000  | 4 | 0 | 4 | 0   | 197 | -197 |

## Campione
| Campione del Mondo 2014 Messico (1º titolo) |